# 香港政治制度改革
香港政治制度改革，簡稱政制改革或政改，是指1841年至1997年英屬香港和1997年起香港特別行政區的政治制度改革，其中主權移交後的大部份政改是香港特別行政區政府根據《中华人民共和国香港特别行政区基本法》所落實的一系列政治制度上的改動。政改對香港的整體發展有著深遠的影響。

## 英屬時期

### 背景
在香港之語境中，「政制」是「政治體制」之略稱，早在港英管治時期就常用:ix。一般而言，政治體制主要是指政權之組織形式和其運行規則，是一切有政權組織社會之運作樞紐；就香港地區而言，港英之政制就包括總督制度，決策、立法之諮詢制度以及行政、司法制度等；其憲制性文件為《英皇制誥》和《皇室訓令》:ix。在外交談判中，英國人之慣性思維是在決定走出第一步時，必須考慮好第二步如何走；如果第二步、甚至第三步尚未謀略好，則決不邁出第一步:27。
1843年4月5日，英國維多利亞女皇於西敏宮頒佈《英皇制誥》（又名《香港憲章》）正式宣佈將「香港島及其附屬地」建立為「一個單獨的殖民地，被稱為並定名為『香港殖民地』」；《英皇制誥》任命「現任總督」，規定其權力來源和職權範圍，授權總督組成立法局，召集行政局開會並任命法官、太平紳士等，同時原則規範副總督、輔政司之職權以及所涉人事之公文:3。次日，又於白金漢宮發出《皇室訓令》，共38條；是英國殖民地部大臣斯坦利發給首任港督亨利·璞鼎查之「訓令」，是指令璞鼎查和港英政府執行《英皇制誥》之細則和補充:3。
1843年6月3日，殖民地大臣斯坦利向璞鼎查發出訓令，明確告之據有港島「不是着眼於殖民，而是為了外交、軍事和商業的目的」:177。6月26日，清廷欽差大臣耆英在香港與璞鼎查交換條約，同日璞鼎查宣誓就職，成為香港殖民統治第一任總督；遵照上述憲制性文件，港督委任政府官員，特選44名社會名流，組成「英屬香港治安委員會」，任命第一批治安委員，英文名稱為：Justices of Peace，簡稱J.P.，中文稱「太平紳士」，稱呼一直延用至今:4。
1843年8月，璞鼎查委任曾任護理總督之莊士敦 (香港行政官)、首席談判司威廉·堅吾和商務總監秘書馬儒翰3人為立法局議員；後來，立法局組成成分固定為：港督是當然之立法局主席，布政司、財政司、律政司是當然官守議員，再加上委任官守議員:6。1850年6月，文咸委任怡和洋行股東大衛·渣甸和哲美森洋行老闆約瑟·艾德格為立法局非官守議員:8。從1850年到1900年，立法局非官守議員中，有近七成由商人擔任；其中大部分是英資洋行大班:27。第八任港督軒尼詩在立法局提出之報告中承認：「華人是港島的最大業主，香港外國銀行發行的貨幣極大部分也掌握在華人手裡，而港府的稅收，有九成是取自華人。」:27
1883年6月，立法局通過《衛生修訂條例》，設立潔淨局，負責處理香港市區之環境衛生事務；1936年1月1日潔淨局改組為市政局，引入民選議員之席位；市政局負責為港島、九龍市區居民制定各方面市政政策和方針，交由其行政機構市政總署執行:54。而新界地方事務，則由新界理民府負責；至於區域市政局，在1986年4月才成立，為新界及離島區服務，其行政部門是區域市政總署:54。
歷任港督在英國佔領香港地區中之作為，始終一以貫之：為鞏固、發展英國在遠東地區這一商貿、軍事、外交據點之功能開展活動；為此，英國必須掌握對香港之直接管治權，維護直轄式之特徵；英國人懂得香港歷史沿革、所處之地理位置、香港人中絕大多數為中國人之事實，決定任何在香港進行之民主改革，都會帶來風險，或為他人作嫁衣裳，與英國佔領香港之總體戰略不符:32-33。

### 二战结束后
1945年8月，香港日治時期結束后，香港被英國接管。1946年5月，香港總督楊慕琦復職。8月28日，第二十一任港督楊慕琦在廣播演說中，提出一個主要由選舉產生之市議會取代市政局之計劃，徵詢市民意見；同年10月，又提出修正案:19。香港史上稱為「楊慕琦計劃」:19-20。希望「香港市民有更多責任去管理自己的事務」。楊慕琦想借含有代議成分之政制改革，重拾民望，挽回英國管治香港受損之面子，以利英國之長久管治:20。計劃內容主要是建立一個由民選議員組成的香港市議會，可負責管理消防、康樂場地、車輛牌照和市政局，甚至可以管理教育、社會福利和公共建設，甚至於公共事業。但由於各界未能就市議會職能達成一致意見，以致方案遲遲未能落實。加上國共兩黨均視香港任何正式的民主進程為邁向香港獨立，以至增加香港與中國的分離行為。「楊慕琦計劃」上報倫敦後，就在上層人士中打轉，對其爭論不休，一直拖延到1947年5月楊慕琦退休返回英國仍未止息:20，加上香港政府以1952年香港市政局選舉低投票率為由，指當時港人對政治並不熱衷。立法局的非官守議員也對「楊慕琦計劃」提出異議，故此有關計劃並未得到英國和香港的廣泛支持而夭折。再加上中國內地政治大變動之因素，1952年10月，英國及香港兩地政府同時宣佈取消「楊慕琦計劃」:21。之後的二十多年，香港政治制度一直並沒有進行任何改革。
針對戰後英國殖民地部和港英政府進行之政制改革之舉，第二十二任港督葛量洪提出不同見解：「香港的問題與其他殖民地不同，因為香港永遠不能宣佈獨立；它只可繼續是英國的殖民地，或被中國收回成為廣東省的一部分。」:33
1966年9月2日，英國殖民地事務大臣弗雷德里克·李在訪問香港舉行之記者招待會上和電台廣播中說：不能預測香港政制上有任何重大改變之可能，香港之政制發展有明顯之限制，因為香港不能像其他屬地之演變一樣，希望達成自治或獨立之地位；成立民選立法機構之主張是錯誤，因為政制發展只有最終目的是要達成自治或獨立才會真正有意義:34。1967年2月，港英政府「政制改革工作小組委員會」發表報告書：香港大部分土地既然是租借，便排除任何政制改革之可能性:34。

### 麥理浩時代
1966年，立法局共有26名議員，第二十五任港督麥理浩主政不到3年，到1973年議員人數就快速增至50人，1980年又增至54人:13。麥理浩以改善民生為切入口，以爭取民意、民心為立足點，優先處理房屋、教育、公共交通和反腐倡廉等4大市民關心之熱點問題:43。麥理浩在1972年提交倫敦之周年報告：「政府在1972年間計劃及宣佈了長遠的計劃：……這些項目全部是順着現存各項措施的邏輯而發展出來的。但它們同時出外宣佈，以傳達一個訊息，五六十年代大量難民湧至而造成的不確定環境已成過去，乃一經過計算的舉動，旨在令市民的注意力聚焦於香港乃他們的家，而香港政府是他們的政府。」:160根據調查結果，1973年10月17日，麥理浩在立法局力陳成立新反貪機構之必要性：「非常明顯，公眾更相信一個完全獨立的、與任何政府部門（包括警察隊伍）都沒有關係的單位。」:44
英國學者約翰·李雅對港英政體評說：「香港不是民主政體。無論是行政上的和執行上的權力，皆掌握在政府官員之手，而他們在法律上是通過總督向英國負責的。香港的人民對他們並無任免之權。行政、立法兩局的成員，不是由選舉產生，而是為皇室所任命。『非官守議員』們……不會而且在法律上也不可能決定政策。憲法允許總督忽視行政局的獻議，而總督作為立法局主席所享有的決定票，也意味着政府的方案不會被立法局所否定。」:28
1979年3月29日，中國國務院副總理鄧小平在人民大會堂蘇州廳會見港督麥理浩：「現在有人開始擔心香港將來的前途和地位問題。對這個問題，我們有一貫的立場。我們歷來認為，香港主權屬中華人民共和國，但香港又有它的特殊地位。香港是中國的一部分，這個問題本身不能討論。但可以肯定的一點，就是即使到了一九九七年解決這個問題時，我們也會尊重香港的特殊地位。現在人們擔心的，是在香港繼續投資靠不靠得住。這一點，中國政府可以明確地告訴你，告訴英國政府，即使那時作出某種政治解決，也不會傷害繼續投資人的利益。請投資的人放心，這是一個長期的政策。在會見中，明確表示不同意麥理浩提出的在一九九七年六月後新界仍由英國管理的意見。指示：中國政府的立場不影響投資者的投資利益，這就是：在本世紀和下世紀初相當長的時期內，香港還可以搞它的資本主義，我們搞我們的社會主義。就是到一九九七年香港政治地位改變了，也不影響他們的投資利益。在回答大陸居民去港人數太多問題時指出：現在應該採取兩個途徑解決：一方面採取一些措施，減少一些人進入香港，減輕香港的壓力；另一方面，香港要鼓勵私人資金來廣東進行投資，提供更多的就業機會。從長遠來說，隨着我們經濟的發展，這個問題能夠逐步得到解決。中國最大的問題，就是人口太多，這對我們是個壓力。我們要考慮多種因素。比如上海，連郊區在內有一千萬人口，發展到香港這樣的水平，單獨一個上海是可能的。但如果那樣，人們都會往上海擠，上海也會像香港一樣受不了。所以，我們不能採取僅僅發展上海的政策。有些問題的解決需要時間，我們不得不採取既要有重點，又要照顧到各個方面的政策。」:500-501
英方在談判桌外，也部署撤離香港之準備，利用管治權立即實行戰略轉軌，在中英關於香港前途問題談判之前，快速啟動自下而上之代議制改革；在香港實施之政制改革，雖然匆忙而急迫，但卻部署周密，上下聯結，相互交集，一氣呵成；1980年6月，布政司姬達草擬公佈《香港地方行政的模式》綠皮書:52-53。

### 區議會選舉
香港政府於1981年1月24日推出《地方行政白皮書》：1981年底前在港九市區和新界地區分別成立共18個地區管理委員會和18個區議會:54。1982年3月4日和9月23日，新界和港九市區分別進行首次區議會選舉，共設490個議席、18個行政區、122個選區；民選議席132個，委任議席132個，官守議席169個，當然議席57個:55。
1985年3月7日，第二次區議會選舉在新界和港九同時舉行，共設426個議席、19個行政區、145個選區；民選議席237個，委任議席132個，當然議席57個，取消全部官守議席:56。
到1994年9月，第五次區議會選舉，投票年齡由21歲降至18歲，取消委任議席:56。

### 中英聯合聲明簽署後
1980年代，中英开始就香港问题展开谈判。1983年1月28日上午，在英國首相柴契爾夫人和大臣、官員及港督舉行會詓，柴契爾夫人說「反覆思考我們的目標」：「我們必須發展香港的民主架構，使她能在短時間內達成獨立或自治。」:362柴契爾夫人對中國領導人鄧小平講明，她有責任為香港人爭取他們接受的解決方案，即使香港的民主「有限」，亦跟中國的政制情形迥異。鄧小平當下警告，如果在香港提升民主程度，中方或會推翻此前就移交的協議。」
1984年4月20日，英國外交及聯邦事務大臣賀維在香港發表聲明：「今後的日子，香港政府將會繼續朝着代議制的路向發展。」:207月18日，港英政府發表名為《代議政制在香港的進一步發展》的綠皮書，對1985年之立法局選舉提出建議：由選舉團和功能組別兩種選舉方式各選出6名議員，至1988年選舉時再各自增加至12席:59-60。11月21日，港英政府發表同名之白皮書，對綠皮書之建議作出重要修改，主要是將上述兩間接選舉方式產生議員之數目擴大一倍，將綠皮書建議之1988年實現之間選目標，提前至1985年實施:60。白皮書寫道：「根據現行辦法，立法局非官守議員是按照社會功能劃分的組別中甄選出來，而這個甄選辦法是無明文規定的。綠皮書建議將這個甄選辦法發展成一個正式的代議制度，以便從每個按照社會功能劃分的選民組別中選出一名或多名代表，出任立法局議員。」:61香港人喜歡對一些熱點問題作出公開、透明之說明，以便根據自己之閱歷作出判斷和選擇；這是香港一種文化；白皮書對有關政制發展之幾個問題作出意向指引和發出預告，符合公眾心理期待，是港英常用之推銷策略，也是放氣球之試探，把有關意見引出來，以便及早謀算:63。
1984年12月19日，柴契爾夫人與中國總理趙紫陽正式签署联合声明，确认中華人民共和國政府将於1997年7月1日對香港恢復行使主權。
1985年9月26日，根據白皮書之制度設計，香港立法局在歷史上第一次舉行間接選舉；從早上9時到翌日凌晨4時，共有25,000餘人投票，除6人因無競爭對手自動當選外，選舉團選出11人，功能組別選出7人，合共選出議員24人，佔新一屆立法局56個席位之43%:63。港英立法局三次重大變化表明，繳稅義務和議會代表權之平衡，是資本主義條件下之必然產物，是本性使然，規律所在，功能組別絕不是招之即來、揮之即去之物:63。
1987年4月9日，第27任港督衛奕信在就職典禮之演辭中說：「政制改革宜審慎從事，珍惜安定，循序漸進，維持獨特制度，有利吸收投資。」:1775月27日，港府正式公佈《一九八七年代議政制發展檢討綠皮書》；11月4日，港府公佈收集到之13.4萬份香港市民對綠皮書之書面意見，結果有67%之人不贊成「88直選」:55。
1988年2月11日，港府發表《代議政制今後的發展》白皮書，在《引言》中表述港英政府對政制改革之4項目標：「（甲）政制應繼續演變，以適合香港的情況；（乙）政制的發展應該是審慎和循序漸進的；（丙）任何改革都應獲得盡量廣泛的支持，以求得到社會人士整體的信心；（丁）在1997年前存在的制度，應可促成在1997年順利過渡，並在其後保持高度的連續性。」:62白皮書結論：「1997年以前在立法局內加入若干名由直接選舉產生的議員，將會是香港代議政制發展進程中一個合理和可取的步驟」，鑒於社會人士對實行直接選舉之時間分歧十分明顯，「在1988年實行這樣重大的憲制改革將不會是正確的做法」，「政府因此決定在1991年採用直接選舉選出若干名立法局議員。」:62
「蘇東波事件」包括蘇聯解體、東歐劇變和波蘭團結工會在選舉中獲勝國際連串突變事件，社會主義－共產主義思潮轉瞬陷於低谷；加上中國內地1989年春夏之交北京政治風波，使英方受到影響，開始改變對華政策:83-84。英國參與美國、歐洲共同體等西方國家對中國之制裁，在香港英國單方面推遲中英聯合聯絡小組之工作日程和土地委員會之工作，1989年7月份舉行之第十三次會議也推遲兩個月舉行；隨後連續打出「兩局共識」、「居英權計劃」、「人權法案條例」、「新機場建設」和「政改方案」五張牌:84。
「兩局共識」是港英行政、立法兩局關於香港政制發展達成「共識」之方案：1989年5月底到6月初，立法局對基本法（草案）第二稿進行辯論，立法局首席議員李鵬飛發言稱，行政局和立法局兩局議員已就香港特別行政區政制問題達成共識方案，其中1997年第一屆立法會有半數議席由直選產生；1999年第二屆立法會直選議增至60個，而功能組別議席維持不變；到2003年第三屆立法會，直選議席再增加30個，等於立法會全部議席由普選產生；「兩局共識」還主張行政長官最遲於2003年由普選產生:84-85。4個月以後，以行政、立法兩局議員辦事處名義派發之名為《基本法（草案）意見書》在香港市面上出現，在香港基本法（草案）第二次諮詢期結束之1989年10月31日公開發表，是兩局「熟悉法律或憲制事務的議員」組成之基本法專家小組，在研究兩局憲制小組對基本法（草案）之初步結論起草出來，然後由兩局議員內務會議隆重推出:85-86。
英方以「挽救港人信心」為由，違背承諾推出「居英權計劃」：1989年12月20日英國外相赫德首次在英國下議院提出賦予部分香港居民居英權方案:87。1990年4月4日，英國政府將《1990年英國國籍（香港）法案》提交英國下議院，而後三讀通過，7月26日英女王簽署生效:89。1996年5月，八屆全國人大常委會第十九次會議通過《全國人民代表大會常務委員會關於〈中華人民共和國國籍法〉在香港特別行政區實施的幾個問題的解釋》中之第三條規定：「任何在香港的中國公民，因英國政府的『居英權計劃』而獲得的英國公民身份，根據『中華人民共和國國籍法』不予承認，這類人仍為中國公民，在香港特別行政區和中華人民共和國其他地區不得享有英國的領事保護的權利。」:90
港英當局從1989年10月醞釀制定人權法，到1991年6月6日由立法局通過並經港督簽署，《人權法案條例》生效:90。1990年3月16日，港英政府公佈《1990年香港人權宣言條例草案》，將兩個人權公約之一《公民權利和政治權利國際公約》「收納入」香港法律:93。1991年6月5日，英方將草案定名為《香港人權法案條例》在立法局三讀通過，6月8日起生效:93。《香港人權法案條例》是被英方賦予凌駕香港原有法律之上之地位；「人權法案」第3條規定，所有先前法例凡與「人權法案」抵觸，予以廢除；第4條規定，以後制定之所有法例都必須符合「人權法案」之規定；這是不符合中英聯合聲明和抵觸香港基本法:94。1997年2月23日，第八屆全國人大常委會第二十四次會議通過人大常委會根據基本法第160條處理香港原有法律之《決定》，在附件二載明：「香港原有法律中下列條例及附屬立法的部分條款抵觸《基本法》，不採用為香港特別行政區法律：7、《香港人權法案條例》（香港法例第383章）第2條第（3）款有關該條例的解釋及應用目的規定、第3條有關「對先前法例的影響」和第4條有關「日後的法例的釋義」之規定；9、1992年7月17日以來對《社團條例》（香港法例第151章）的重大修改；10、1995年7月27日以來對《公安條例》（香港法例第245章）的重大修改。」:96-97
1989年10月11日，港督衛奕信在立法局所作施政報告中，公佈一項龐大跨越1997年之世紀工程，即在香港興建港口和新機場，別稱「玫瑰園計劃」，要點是：港英政府決定在赤鱲角興建新的香港國際機場，有兩條跑道，全日24小時運行；新機場每年處理旅客數量達8,000萬人次，是現有啟德機場最高處理旅客量之3倍以上；為確保旅客從四面八方快捷抵達機場，還計劃興建一條高速鐵路系統和一條6線行車的公路等配套設施；在東涌興建能容納至少15萬心之新市鎮；是一個集客運、貨運、道路和鐵路交通、住宅、商場及辦公室建築於一身之新機場核心計劃；從公佈此計劃之1989年價格計算，預計到2006年，全部工程費用達1,270億港元:338-342。魯平事後稱：「因為1989年以後西方對我們封鎖，這些國家的首腦一個都不來。所以我要馬卓安來，打破這個僵局，備忘錄不僅是解決香港機場問題，還有解決西方對我國封鎖的問題。」:77-781991年6月30日，國務院港澳辦主任魯平同英國首相特使柯利達經過秘密會談，終於在中英聯合聲明之基礎上，本着互諒互讓之精神，在北京草簽《中英兩國政府關於香港新機場建設及有關問題的諒解備忘錄》；9月3日，中國總理李鵬和英國首相梅傑在北京人民大會堂正式簽署《備忘錄》而生效:105。從1992年4月至1994年2月，英方曾先後提出過4個新機場財務安排方案；機場整體成本由1992年估算1,122億港元調整到1,080億港元；中英雙方終於就此達成共識，於1994年11月4日，由中英聯合聯絡小組中英雙方首席代表趙稷華和戴維斯簽署會議紀要:109。1995年6月30日，中英聯合聯絡小組關於新機場兩個財務支持協議之聯合公報公佈，為中英雙方爭論長達近6年之久之新機場問題劃上句號:109。
1992年4月24日，英國首相宣佈委任保守黨前主席彭定康為香港總督，7月9日抵港赴任；10月7日，彭定康在立法局發表題為《香港的未來：五年大計展新猷》之首份施政報告，以發展香港民主為名，公佈對香港現行政制作出重大改變之一套政制改革方案，簡稱「政改方案」或「憲制方案」，主要內容包括：一是關於香港政制發展，二是對港英管治下1994－1995年最後一屆三級政制架構（區議會、兩個市政局、立法局）之選舉提出一套具體安排:110-111。關於政制方面，政改方案建議行政局和立法局徹底分家，兩局議員不重疊，強化立法局之功能，使之發展成為一個「有效地代表市民」、「制衡政府的獨立組織」；立法局主席由議員互選產生，港督不再兼任立法局主席，而以行政機關首長身份向立法局負責；在立法局會期內，港督每個月至少一次與立法局議員會面，答覆議員之問題及討論政府之政策及建議，並就港督出訪或其他重要發展向立法局彙報；為建立立法局與政府之間之有效工作關係，建議成立政府及立法局事務委員會:111。關於1994－1995年選舉安排，報告提出：⑴投票年齡由21歲降至18歲；⑵分區直選採用「單議席單票制」；⑶把現有功能組別之法團投票改為個人投票，新增9個功能組別以行業劃分，界定範圍包括全港之工作人口，使30個功能組別之選民範圍擴大至全港270萬工作人口中所有符合資格之選民；⑷加強地方行政，擴大區議會之職能，使區議會在處理影響區內居民之問題上負起更大之責任，1994年起除新界區議會之當然議員外，所有區議員由直接選舉產生，取消區議會和兩個市政局之委任議員制；⑸1995年立法局選舉之選舉委員會由直選區議員組成；⑹成立獨立及直接向港督負責之選區分界及選舉事務委員會:119-120。中方認為，彭定康之政改方案是一個違反中英聯合聲明精神、違反與香港基本法銜接之原則、違反中英已達成之協議和諒解之「三違反」之政改方案:112-113。

### 中英外長七份書面信息
中英雙方通過外交渠道磋商，即中國外交部長錢其琛和英國外交及聯邦事務大臣道格拉斯·赫德，於1990年1月18日至2月20日交換7份書面信息；有時根據書面信息所述內容之需要，還附有關資料；由時為外交部港澳辦主任陳滋英和英國駐華大使阿倫·唐納德相互轉交，主要圍繞香港政制發展中1997年前後立法機構銜接之一些緊迫問題書面磋商，包括1991年首次引進直選議席之數目、1995年成立之選舉委員會（英方稱大選舉團）之組成成分以及特區立法會涉及之其他問題:69。
在基本法定案前夕，1990年1月11日，港督衛交信訪問北京時提出，「91直選」從原定之10席增加到20席，1995年選舉增加至24席；中方於1月15日對衛交信之建議表示：「91直選」議席數目限制在15席，1997年為20席，1999年為24席，2003年增至30席:70。1990年1月18日，英國外相赫德致函（第一份）中國外長錢其琛，反覆強調「將中方建議1999年席位的數額（24席）提前至1997年實現」:70。
1990年1月20日，錢其琛在第二份信息中答覆赫德：「考慮到各種因素，中方不能同意外交大臣閣下關於將1997年香港特別行政區第一屆立法機構直選部分比例定為百分之四十的建議。但是若英方同意中方在15日建議中所提的1997年及其後各屆立法機構的直選部分比例（即：總數60名，1997年佔百分之卅三點三，1999年佔百分之四十，2003年佔百分之五十），為了實現1997年前後政制上的銜接和政權轉移的平穩過渡，中方願意考慮英方把1991年立法局的直選議員從15名增至18名的想法。」:71
赫德在1990年1月31日第三份信息中，堅持1991年直選議席必須達到20個，1997年直選議席增加至20個以上:71：「我看到報告說基本法將有一新的條款，將立法局成員的外籍人士數字限制在總數的百分之十五，這在香港引起了關注，將給連續性設置嚴重障礙，也很難實施。」:76
錢其琛在1990年2月3日第四份信息中表示：「正如外交大臣所知道的那樣，香港特別行政區基本法起草香員會即將召開會議，作出最後的決定。如果英方不能接受1月20日我向你轉達的信息中所提出的建議，那麼基本法起草委員會就只能按原方案作出決定。我想外交大臣非常清楚地了解，基本法的起草完全是中國的內部事務。」:71
1990年2月6日，英方在第五份信息中要求：「如立法會中外籍候選人超過百分之十五，如何取捨；只在香港享有居住權的非華人永久性居民是否受此限制，英方認為此類人應視為香港人。」:76
中國外交部港澳辦主任陳滋英於2月8日傍晚緊急約見英國駐華大使唐納德，奉命重申中方立場：「中方早已明確表示，如英方承諾1991年香港立法局的地區直接選舉議席不超過18席，中方可以考慮使特區第一屆立法會的直選議席增至20席。對此，中方希望英方以書面形式在基本法起草委員會第九次全體大會前予以確認。否則，中方將按基本法起草委員會政制專題小組已通過的18席定案。」:71-72
中方在1990年2月8日第六份信息中答覆：「中方同意英方在文件中所提的關於選舉委員會的五點原則。但對選舉委員會組成的比例，中方認為只能按照基本法（草案）附件一第二項所規定的成分和比例，因為附件一在起草委員會第八次全體會議上已獲全體委員三分之二的多數通過，中方認為，上述成分和比例的規定是適當的，不宜再改。」:75並稱：「關於非中國籍的和在外國有居留權的香港永久性居民在特區立法會的席位限額問題，中方的立場早已十分明確，基本法必須對下列兩種人在特區立法會的席位數目加以限額規定：一種是外國人，即非中國籍的香港特別行政區永久性居民，另一種是在外國有居留權的香港特別行政區永久性居民中的中國公民。採取後一種人包括在內的措施，完全是由於英國單方面公佈給予五萬個家庭以『完全的英國公民地位』所引起的。英方自稱在香港立法局沒有國籍限制的說法是與香港的歷史事實不符的。至於限額幅度，起草委員會第九次全體會議將會作出決定。」:77對分開計票及英方對此規定之意見，又稱：「中方認為，此種表決方式有利於發揮立法會本身的制衡作用，從而保障香港各階層的普遍利益，對香港的穩定繁榮有好處。至於分開計票的具體方法將由最近召開的起草委員會第9次全體會議討論、決定。中方認為，英方不打算在1995年的香港立法局中實行分開計票的辦法，中方亦無意堅持此點。從1997年特區第一屆立法會開始實行此項表決辦法，對政制銜接並無影響。」:79
英國外相赫德於1990年2月12日在第七份信息中，終於接受中方建議：「我現在準備就以下文字同中國政府確認一項諒解。如果《基本法》最後文本中規定香港特別行政區立法機關中的直選席位在1997年為20個，在1999年為24席，在2003年30席，英國政府準備於1991年實行直選時把直選議席限制在18席。」:72英方贊同1997年前後兩個立法機構在政制發展上之銜接，從而實際上打掉「兩局共識」:86。並稱：「我原則同意你提出的成立選舉委員會的安排。這一選舉委員會可於1995年成立。此項安排的詳細細節可由雙方在適當的時間進行討論。同時，我希望你已同意的五項原則能在《基本法》中得到反映。」:75關於非中國籍和在外國有居留權之香港永久性居民在特區立法會中所佔比例之限制，又稱：「如果你繼續認為有些限制極為重要的話，我希望你能考慮增加名額以減少這種風險。」:77

### 基本法頒佈後
在1991年，部分立法局議席首次由全民直接選舉產生；在1989年領導港人大遊行、支持北京學生運動之民主派人士取得勝利:141。
1990年代初，英方改變對港政策後，末代港督彭定康1992年上任伊始公布「政改方案」，就是針對香港政制發展問題:xiii。1992年，新任港督彭定康推出政治體制改革方案，大幅增加功能組別之選民基礎，使在功能組別中符合資格投票之人數由少於10萬人增加至超過200萬人:141。中方譴責該方案違反《聯合聲明》、《基本法》和違反中英兩國政府在1990年通過書信來往就香港政制發展問取得之共識:141。
1993年3月31日，第八屆全國人大一次會議審議包括有香港地區全國人大代表在內之廣東省代表團提出之有關議案，決定授權第八屆全國人大常委會設立香港特別行政區籌備委員會之準備工作機構:140。1993年4月至1994年1月，中英兩國政府舉行17輪談判以解決分歧，但最終談判破裂:141。1993年4月13日，中英兩國政府共同發佈會談消息：「中英雙方商定，兩國政府代表將於1993年4月22日開始在北京根據中英聯合聲明、與基本法銜接的原則以及中英已達成的有關協議和諒解就香港1994 / 95年選舉安排問題進行會談。」:130-1311993年7月2日，第八屆全國人大常委會第二次會議通過《全國人大常委會關於設立全國人大常委會香港特別行政區籌備委員會預備工作委員會的決定》:140-141。1993年12月2日下午，彭定康就1994 / 95年選舉安排發表聲明，宣佈於12月10日將有關選舉部分立法草案刊登憲報，並於12月15日提交立法局:142-143。
港督彭定康單方面把政改方案提交立法局審議，以些微多數票獲得通過，1995年之立法局選舉便是根據此政改方案進行:141。1994年2月23日，立法局經過10個小時辯論，三讀通過《1993年選舉規定（雜項修訂）（第二號）條例草案》，即彭定康第一部分政改方案:145。4月18日，英國下議院外交事務委員會在題為《1997年前後的英中關係》之報告中講：「如果我們認為北京政權自然會維持到97年的話，那是不明智的。」6月30日，立法局經過20小時之激烈辯論後，通過彭定康政改方案方案第二部分（32票贊成，24票反對，2票棄權），而「九四」方案（在功能組別方面另設新9組，維持以公司為單位之投票選舉辦法；選舉委員會由代表社會各階層之4大類人士組成）僅以一票之差被否決（28票贊成，29票反對，2票棄權）:146。
1994年1月初，預委會政務專題小組在北京舉行第三次會議時，就討論港英最後一屆三級議會架構之終結問題:242。8月31日，八屆人大常委會第九次會議以全額贊成票通過《全國人大常委會關於鄭耀棠等32名全國人大代表所提議案的決定》，認為港英最後一屆立法局、市政局和區域市政局、區議會於1997年6月30日終止；會議決定：由香港特區籌委會根據《全國人民代表大會關於香港特別行政區第一屆政府和立法會產生辦法的決定》，負責籌備成立香港特區之有關事宜，規定香港特區第一屆立法會之具體產生辦法，組建香港特區第一屆立法會:146-147。10月，在政務專題小組舉行之第11次會議上，成立選舉事務研究小組，正式向籌委會提交成立臨立會之建議:242。
「香港特別行政區籌備委員會」（簡稱籌委會）於1996年1月26日在北京成立，是國家最高權力機關授權進行籌備成立香港特區之有關工作機構:156。根據1990年4月4日全國人大第三次會議通過之「香港特別行政區第一屆政府和立法會產生辦法的決定」，籌委會負責籌組香港特別行政區第一屆政府推選委員會（簡稱推委會）:157。
1996年8月10日，籌委會第四次全體會議審議並通過《中華人民共和國香港特別行政區第一屆政府推選委員會的具體產生辦法》；11月1日，籌委會六次全體會議在北京人民大會堂開幕，本次大會將選舉產生特區第一屆政府推委會:158。11月2日，從409位候選人中選出340位，與港區26位人大代表和34位政協委員組成400人之推委會:159。10月5日，籌委會第五次全體會議通過《中華人民共和國香港特別行政區第一任行政長官產生辦法》:159。11月15日，推委會舉行第一次全體會議，推選出3位行政長官候選人：董建華（206票）、楊鐵樑（82票）、吳光正（54票）:162-163。11月27日，推委會舉行第二次全體會議，3位候選人用2天半分4場分別對4個界別之推委會委員之240個提問作回答:163。12月11日，全部400名推委齊聚香港會議展覽中心，舉行推委會第三次全體會議，在398張有效選票中，董建華獲320票，楊鐵樑獲42票，吳光正獲36票，董建華當選為香港特別行政區第一任行政長官:164。12月12日，籌委會第七次全體會議在深圳召開，通過報請國務院任命董建華為香港特區第一任行政長官之報告；12月16日，國務院召開第十一次全體會議作出決定，任命董建華為香港特區第一任行政長官；中國總理李鵬簽署國務院第207號令任命董建華為香港特區第一任行政長官:166。
於是中國政府決定放棄1990年與英方達成共識之「直通車方案」（即1995年選出之立法局可以在1997年自動過渡為香港特別行政區第一屆立法會），轉而「另起爐灶」，在1997年成立「臨時立法會」，負責處理特區剛成立時之立法工作，然後在1998年才根據《基本法》之條款選出特區第一屆立法會:141-142。

## 特區時期
香港主權移交後，《中華人民共和國香港特別行政區基本法》成為香港特區的憲制性文件；香港特別行政區政制之主要內容包含在香港基本法第四章「政治體制」中，涉及行政長官、行政機關、立法機關、司法機關、區域組織及公務人員的制度。香港特區成立後，圍繞政制發展問題之爭論不斷；政制改革亦成為各種選舉、民主社運以至特區政府施政最重要的議題之一。
由於普通話與粵語發音不同，內地還是用全稱「政治體制」或「政治制度」；如果內地也用「政制」，在口語中會產生「政制」與「政治」區分不出來；在普通話中，「制」和「治」是同音字，而在香港廣東話中，卻是兩個音:ix。

### 相關法律條文
《中華人民共和國香港特别行政區基本法》政治制度方面的相關條文：
香港特别行政區行政長官在當地通過選舉或协商產生，由中央人民政府任命。行政長官的產生办法根據香港特别行政區的實際情况和循序漸進的原則而規定，最终达至由一個有廣泛代表性的提名委员會按民主程序提名後普選產生的目標。行政長官產生的具體辦法由附件一《香港特别行政區行政長官的产生办法》規定。——基本法第四十五條
香港特别行政区立法会由选举产生。立法会的产生办法根据香港特别行政区的实际情况和循序渐进的原则而规定，最终达至全部议员由普选产生的目标。立法会产生的具体办法和法案、议案的表决程序由附件二《香港特别行政区立法会的产生办法和表决程序》规定。——基本法第六十八条
2007年以後各任行政長官的產生辦法如需修改，須經立法會全體議員三分之二多數通過，行政長官同意，並報全國人民代表大會常務委員會批准。——附件一：香港特別行政區行政長官的產生辦法（2021年前）：第七條
全國人民代表大會常務委員會依法行使本辦法的修改權。全國人民代表大會常務委員會作出修改前，以適當形式聽取香港社會各界意見。——附件一：香港特別行政區行政長官的產生辦法（2021年後）：第十條
2007年以後立法會的產生辦法和表決程序
2007年以後香港特別行政區立法會的產生辦法和法案、議案的表決程序，如需對本附件的規定進行修改，須經立法會全體議員三分之二多數通過，行政長官同意，並報全國人民代表大會常務委員會備案。——附件二：香港特別行政區立法會的產生辦法和表決程序（2021年前）：第三條
全國人民代表大會常務委員會依法行使本辦法和法案、議案的表決程序的修改權。全國人民代表大會常務委員會作出修改前，以適當形式聽取香港社會各界意見。 ——附件二：香港特別行政區立法會的產生辦法和表決程序（2021年後）：第八條
全国人民代表大会常务委员会关于《中华人民共和国香港特别行政区基本法》附件一第七条和附件二第三条的解释（节选）
（基本法附件一、二的内容）是否需要进行修改，香港特别行政区行政长官应向全国人民代表大会常务委员会提出报告，由全国人民代表大会常务委员会依照《中华人民共和国香港特别行政区基本法》第四十五条和第六十八条规定，根据香港特别行政区的实际情况和循序渐进的原则确定。修改行政长官产生办法和立法会产生办法及立法会法案、议案表决程序的法案及其修正案，应由香港特别行政区政府向立法会提出。

### 政改主要焦点
現時香港政制改革的最主要的討論為行政長官及立法會的產生辦法。
雖然《基本法》45條已列出有關行政長官產生辦法，並於其附件內提供解釋，但是條文內的字眼較為模糊。例如，《基本法》並沒有具體解釋「香港實際情況和循序漸進的原則」的意義。另外，雖然人大常委已決定於2017年才可以以普選產生行政長官，但特區政府已將討論轉移到如何修改2012年行政長官的產生辦法，令到產生方法可以循序漸進。
條文內的提名委員會如何組成亦存在爭議。建制派及特區政府认为組成應參照現時的選委會，泛民主派則爭取擴大選民基礎及大幅增加民選成分。2014年8月31日全国人大常委会確定提委会需參照現時的選委會。
另一方面，《基本法》68條已列出有關立法會產生辦法，但是條文的字眼亦較為模糊。此外，是否或怎樣廢除立法會的功能組別亦具爭議性。

### 發展進程
1998年香港立法會選舉於1998年5月24日舉行，議員任期為2年:252。
2000年香港立法會選舉於2000年9月10日舉行:255。選舉期間，香港島區民建聯參選人程介南被揭發沒有申報個人利益及涉嫌以權謀私，當選後即宣佈辭職；特區政府於2000年12月10日舉行立法會補選；共有6人報名參選；有278,672名合資格登記選民投票，投票率為33.2；前大律師公會會長余若薇獲108,401票補選為立法會議員:256。

#### 2002年行政長官產生
第二任行政長官選舉之提名期為2002年2月15日至2月28日，本屆選委會總人數有796人；在提名期間，董建華在連任諮詢大會回答63名選委提出之問題；最後董建華獲得714名選委提名；由於在提名期結束時只有一位候選人之提名有效，根據《行政長官選舉條例》，董建華自動當選:168。3月4日，中國國務院總理朱鎔基主持召開國務院第八次全體會議，審議香港特區上報之關於選舉董建華為香港特區第二任行政長官人選之報告，並聽取國務院港澳辦公室主任廖暉關於香港特區第二任行政長官人選產生過程之彙報；會議決定，任命董建華為香港特別行政區第二任行政長官，隨後朱鎔基簽署國務院第347號任命令，於3月7日頒發:169。
2004年香港立法會選舉於2004年9月12日舉行:257。2007年，立法會港島區議員馬力病逝，特區政府於同年12月2日進行補選，有8人報名參選；港島登記選民總數61.8萬，投票人數32.2萬，投票率52.6%；陳方安生以17.5萬票當選:259。

#### 2005年行政長官補選
2005年3月10日，第二任行政長官董建華經過慎重考慮，向國務院呈送辭職報告；是日傍晚，董先生在特區政府總部舉行記者會：「一個小時以前，我已經正式向中央政府提交了請求辭去行政長官職務的報告。八年前，我接受中央政府任命，出任香港特別行政區行政長官，與香港市民一起，開始走一條從來沒有人走過的路——落實『一國兩制』、『港人治港』、高度自治。……由於長時期的操勞，在去年第三季度以後，我已經明顯感覺到自己的健康狀況大不如前。以香港利益為重，我考慮過向中央提出辭去行政長官職務。這是出於對香港、對國家負責的態度。」:169-170董先生對全國政協提名他為全國政協副主席建議人選，是中央政府對他信任，表示衷心感謝；3月12日，中國國務院總理溫家寶主持召開國務院全體會議，批准董建華辭去香港特別行政區行政長官職務，溫家寶簽署國務院第433號令，即日生效：「依照《中華人民共和國香港特別行政區基本法》的有關規定，批准中華人民共和國香港特別行政區行政長官董建華辭去行政長官職務，於2005年3月12日離職。」:170
特區政府宣佈第二任行政長官缺位後補選之行政長官之任期是原行政長官之剩餘任期；之後全國人大常委會法制工作委員會發言人也就此發表談話，支持特區政府立場：「是符合基本法立法原意的，第二任行政長官缺位後由任期5年的選舉委員會補選的行政長官，仍為第二任行政長官，其任期應為原行政長官的剩餘任期。……理解補選的行政長官的任期問題，不能僅從基本法第46條的規定（即『香港特別行政區行政長官任期5年，可連任一次』）去考慮，還要結合附件一有關行政長官產生辦法的規定去考慮。在基本法起草過程中，對行政長官缺位後補選的行政長官的任期問題，曾有不同意見，有的主張是剩餘任期，有的主張是新的一屆5年任期。因此，基本法第53條關於行政長官缺位補選的條文的起草，曾經歷了一個變化過程。1988年4月公佈的香港基本法（草案徵求意見稿）曾經寫明：『行政長官缺位時，應在6個月內產生新的一屆行政長官。』1989年1月公佈的香港基本法（草案）以及1990年4月七屆全國人大三次會議通過的香港基本法，將這一規定修改為：『行政長官缺位時，應在6個月內依基本法第45條的規定產生新的行政長官。』基本法第53條刪去了其中的『一屆』兩字，把『新的一屆行政長官』改為『新的行政長官』，表明補選的行政長官只是『新的一位』，並不涉及他的任期是剩餘任期，還是新的一屆五年任期。值得注意的是，在刪去『一屆』的同時增加了『依本法第45條的規定產生』的內容。因此，新的一位行政長官的任期應看第45條。基本法第45條規定：『行政長官產生的具體辦法由附件一《香港特別行政區行政長官的產生辦法》規定。』附件一則規定：『行政長官由一個具有廣泛代表性的選舉委員會根據基本法選出，由中央人民政府任命。』『選舉委員會每屆任期五年。』設立一個任期五年的選舉委員會，而選舉委員會的唯一任務和職權是選舉行政長官，這是一種獨特的選舉制度，基本法附件一規定在2007年以前設立一個任期五年的選舉委員會選舉行政長官，目的就是為了便於在五年中行政長官缺位時能夠及時補選新的行政長官以完成剩餘任期。」:119-120
4月6日，曾蔭權以政務司司長之身份在立法會就新的行政長官的任期發表聲明，就尋求全國人大常委會釋法之有關考慮作詳細說明：「由於《行政長官選舉條例》沒有具體規定一旦行政長官在任內出缺時經補選產生的新的行政長官的任期，我們會在今天的立法會會議上，首讀《行政長官選舉（修訂）（行政長官的任期）條例草案》，並開始二讀辯論。這項《條例草案》的目的，是把行政長官任期問題按特區政府的理解以清晰明確的條文規定下來。有議員建議修改《基本法》，對新的行政長官的任期問題作出規定。我們知道較早前全國人大常委會法制工作委員會法制工作委員會已經表明，《基本法》對行政長官缺位後新的行政長官的任期問題已有明確制度設計，立法原意是清楚的。現在出現分歧是由於對《基本法》的理解不一致，通過法律解釋就可以闡明立法原意，不需要修改《基本法》。況且，《基本法》修改權限屬於全國人民代表大會，下一次的全國人民代表大會須待2006年3月左右才召開，時間上也根本不能趕及於7月10日前修改《基本法》。我多番掙扎思量，最後為了香港社會的穩定和特區政府的有效運作，我作為署理行政長官決定提請中央釋法，以解決香港目前的爭議。我深知這不是一個最受歡迎的決定，但令我釋然的，是我肯定這個決定絕對不會影響『一國兩制』、港人治港和高度自治，絕對無損香港賴以成功的法治精神。在『一國兩制』設計下，全國人大常委會有權對《基本法》作出解釋，這是香港憲制的一部分。依循《基本法》的規定尋求全國人大常委會為新的行政長官的任期問題作出最權威的法律解釋，正是合法合憲的做法。」:175-176同時又以署理行政長官之名義提交《關於請求國務院提請全國人大常務委員會就〈中華人民共和國香港特別行政區基本法〉第53條第二款作出解釋的報告》：「對新的行政長官的任期的問題，香港社會出現兩種不同意見。有的意見支持應當是剩餘任期，有的意見認為是5年任期，相信就此問題的分歧將會持續。再者，已經有立法會議員及個別市民公開表示會就《行政長官選舉條例》的修訂草案提出司法覆核申請。因此，特區政府現時面對兩個問題：（1）為確保修訂草案的立法程序如期完成，需要對《基本法》有關條文的權威性及決定性的法律解釋，方可為本地立法提供穩固的基礎。（2）如出現司法覆核情況，司法程序一經展開，需要一段較長時間才完成，極有可能使我們不能如期在7月10日選出新的行政長官。」:175-177。
中國國務院因此提請全國人大常委會對香港基本法第53條第二款作出解釋；2005年4月10日，中國國務院總理溫家寶簽發提請解釋之議案；全國人大委員長會議審議國務院報告，決定向十屆全國人大常委會第15次會議提出釋法草案，並依照香港基本法規定，經廣泛聽取香港各界人士意見後，於2005年4月27日，十屆人大常委會第15次會議通過釋法草案:177。在全國人大常委會就補選新的行政長官之任期作出法律解釋後，5月25日立法會通過《行政長官選舉（修訂）（行政長官的任期）條例草案》，確立7月10日補選出來之新的行政長官，只履行前行政長官董建華之餘下任期:179。5月25日曾蔭權宣佈辭職，休假並表明參選意向；6月2日上午，國務院批准曾蔭權辭去政務司長職務，下午曾蔭權在君悅酒店召開記者會，宣佈參選行政長官並公佈施政綱領:179。6月15日中午，曾蔭權前往選舉事務處正式報名參選，並遞交支持其參選行政長官之674名選委提名表和36名選委簽署之《支持同意書》（至6月16日提名期結束時，《支持同意書》增加至40份）:179-180。6月16日下午5時候選人提名結束，5時半朱芳齡法官在中環美利大廈特區政府新聞處新聞會議室宣佈，經核實，曾蔭權是唯一獲得有效提名之候選人，她依法宣佈曾蔭權自動當選:182。6月17日，選舉結果刊憲，並公佈為其提名之選委名單；同日署理行政長官唐英年向中央政府提交報請任命曾蔭權為新的行政長官之報告:182。6月21日，國務院總理溫家寶主持召開國務院全體會議，會議決定任命曾蔭權為香港特別行政區行政長官；溫當即簽署任命曾蔭權為香港特別行政區行政長官之國務院第437號令，即日起就職，任期至2007年6月30日:183。溫在會上講話，這次香港特區行政長官選舉，是在行政長官出缺後進行之一次補缺選舉；選舉是按照香港基本法和香港特區《行政長官選舉條例》等有關法律之規定進行，體現公開、公平、公正之原則；曾蔭權此次獲得714名選委之提名和支持順利當選，表明他得到香港各界之廣泛認同和支持:183。6月24日，曾蔭權行政長官之宣誓就職儀式在北京人民大會堂香港廳舉行，溫等出席宣誓就職儀式:183。

#### 2007年行政長官及2008年立法會產生辦法
1990年代，當時的三大政黨民主黨、自由黨和民建聯均支持0708雙普選。
2005年，特區政府依據全國人大常委會有關「釋法」和「決定」提出之「政改方案」，因遭到立法會中民主派議員之「捆綁」反對，未獲全體議員法定議員三分之二多數通過，導致政府之方案沒有通過，使香港之政制發展原地踏步:183。但由於立法會中之泛民議員集體捆綁，表決否定特區政府2005年提出之政改方案，致使香港之政制發展原地踏步:260。2007年第三任行政長官之產生辦法原則上沿用原辦法產生:183。
2006年9月26日，民主派政黨成立競選工作小組，由民主黨楊森和代表公民黨之湯家驊共同擔任主席:185。工作小組之工作分兩部分：選舉選委之工作由湯家驊、余若薇、張文光、單仲偕統籌；統籌行政長官競選辦事處之工作，由吳靄儀和民主黨總幹事夏詠授負責:185。工作小組推舉民促會之高德禮（George Cautherley）為司庫，負責監管選舉之財政:185。在公民黨11月4日舉行之會員大會上，梁家傑被推舉為公民黨之行政長官參選人；11月6日，梁家傑又正式成為泛民之行政長官參選人。
2007年2月1日，曾蔭權宣佈參選第三任行政長官:186。3月1日和3月15日，曾蔭權和梁家傑舉行行政長官候選人兩次公開答問論壇:187。3月25日上午，香港特區第三任行政長官人選選舉在亞洲國際博覽館舉行，在772張有效選票中，梁家傑得到123票，曾蔭權獲得649票，曾蔭權當選:189。4月2日，中國國務院總理溫家寶主持召開國務院第十次全體會議；溫簽署國務院第490號令，任命曾蔭權為中華人民共和國香港特別行政區第三任行政長官，於2007年7月1日就職:189。
2008年香港立法會選舉於2008年9月7日舉行:259。2010年5月16日，香港特區舉行立法會五區補選；在建制派一致杯葛，公民黨、社民連沒有遇到有力競爭情況下，其5名辭職議員梁家傑、陳淑莊、梁國雄、黃毓民、陳偉業重返立法會；補選投票率為17.1%，為香港回歸以來最低，僅為民主派提出作為「公投」成功標誌之50%以上投票率標準之三分之一，也遠低於民主派30%投票率之最低預期:262。

#### 2012年行政長官及立法會產生辦法
香港特區政府於2010年提出2012年行政長官及立法會產生辦法之改革建議，當中不少地方均參照2005年被否決的方案。
行政長官的選舉方面，負責選出行政長官的委員會將會由800人增加400人，最後人數為1,200人。四個界別的選舉委員各增加100人。提名行政長官的所需提名比例維持不變為1/8，但由於選舉委員的人數上升，因此所需提名人數增至150人。
本屆立法會選舉，是2007年以後首次對立法會之產生辦法依法定程序作出修改並通過後進行，擴大民主成分，立法會議員名額由原來之60席增至70席，新增之10席由分區直選和功能團體選舉平均分配:262。而新功能組別的產生，根據政府原方案是由民選區議員互選產生。在表決前幾天，北京政府接受民主黨提出的公民一人兩票方案。根據該方案，該5席的功能組別議席將由民選區議員提名，所需提名人數為最少10人。新的功能組別議席將會由沒有功能組別投票權的320萬選民選出。特區政府答應的立法會選舉辦法將會在2010年秋天立法會復會後在本地立法階段中審議。
最後，2012年的選舉方案在2010年6月24日（行政長官產生辦法）及25日（立法會產生辦法）表決，分別以46票支持和13票反對及46票支持和12票反對下全部通過。建制派、民主黨及民協均投下贊成票。
2012年香港立法會選舉於2012年9月9日舉行:262。部份人因同時屬于功能組別的選民，故能在功能組別投兩票（原有功能組別和“超級區議員”）。

#### 2016年立法会选举和2017年行政长官产生办法
香港大學法律系副教授戴耀廷於2013年1月16日在香港《信報》「法制人」專欄發表題為〈公民抗命的最大殺傷力武器〉一文，最早發出「佔領中環」之信號，香港簡稱為「佔中」:235。作者在文中直白：行動以非暴力之公民抗命方式，由示威者長期佔領中環要道，以癱瘓香港之政經中心，迫使北京改變立場:235。3月27日，戴耀廷會同香港中文大學社會學系副教授陳健民和牧師朱耀明共同發佈「佔領中環」信念書，將「佔中」概念推向社會:236。上述三人又被香港傳媒稱為「佔中三子」:236。
香港政府于2013年12月4日正式宣佈就2016年立法會選舉和2017年行政長官產生辦法展開諮詢。
但2014年由于舆论支持香港激进本土派抵制本次政改，从而發生雨傘運動。香港不同政治光譜之非建制派及其代表人物紛紛向中環群集，結成臨時同盟，其中也夾雜着以各種方式尋求自娛自樂之市民:236。在「學聯」、「學民思潮」發動組織下，大、中學生參與罷課，「佔中」迅速擴展為「佔總（政府總部）」、「佔旺」（旺角）、「佔銅」（銅鑼灣）；示威者所佔之處，障礙物成排成堆，交通堵塞，商舖關門，學校停課:236。「佔中」於2014年9月28日凌晨由戴耀廷宣佈正式啟動，活動組織者要求「全國人大常委會撤回決定」、「重啟政改，梁振英重新交出反映港人意願的政改報告」:236。7月3日，「反佔中大聯盟」成立，發起反「佔中」簽名活動:236。
2015年1月7日，政務司司長林鄭月娥宣佈啟動第二輪政改諮詢，同時公佈行政長官普選辦法諮詢文件:236。香港立法會於2015年6月18日表決《行政長官產生辦法決議案》，最終出席議員人數37名，8票贊成、28票反對、0票棄權:240。立法會主席曾鈺成宣佈此次政改方案未獲通過:240。

#### 2021年香港選舉制度改革
2021年1月27日，中共中央總書記習近平在聽取香港行政長官林鄭月娥工作匯報時，提出「愛國者治港」是一國兩制的根本原則。2月28日至3月1日，國務院港澳事務辦公室舉辦「愛國者治港」座談會，國務院港澳辦主任夏寶龍表示「要落實習近平總書記指出的『愛國者治港』的原則，要根據香港實際情況設計，形成有香港特色的民主選舉制度」。同年3月，第十三屆全國人民代表大會第四次會議通過《關於完善香港特別行政區選舉制度的決定》，對香港選舉制度直接進行改革。3月30日，第十三屆全國人民代表大會常務委員會通過修訂香港基本法附件一香港特別行政區行政長官的產生辦法、香港基本法附件二香港特別行政區立法會的產生辦法和表決程序。
中央政府對香港選舉制度的改革引發香港本地及國際社會嚴厲批評。民主派李永达声称改革将造成「香港民主進程的大幅倒退」。美國、英國、歐盟等西方國家譴責中华人民共和国政府「顛覆香港選舉制度及摧毀一國兩制，完全違反《中英聯合聲明》」。

#### 2023年香港區議會产生办法
2023年5月，行政長官李家超公佈改制細節，議員總數降為470人，由委任、地區委員會界別選舉、以及由區議會地方選區選舉產生，數目比例約為「442」，包括：
民選議員
直選議席減少，由452個大幅度減至88個，按雙議席單票制產生，變成44個選區，僅佔全部議席的2成。
互選議員
互選議席佔176席（佔四成）由三個地區委員會成員互選議席則由地區分區委員會、地區防火委員會和地區撲滅罪行委員會委員，以全票制方式互選，而委員會本身由政府委任成員互選。經地區委員會渠道出選者，本身毋須為該三會的成員，但仍要取得3個委員會各3人提名。
委任議員
新增179席直接由特首委任議席，佔全部議席的四成。
當然議員
加入27名當然議員。
另外，區議會主席會由當區民政事務專員擔任。參加直選者須獲當區50名選民提名、再獲三個地區委員會每會各3人提名。為確保「國家安全」及全面落實「愛國者治港」原則，區議會將引入資格審查制度，無論從何種渠道成為區議員，都要先透過資格審查機制確認。
這次改制一如2021年的立法會選舉，被視為民主倒退，民選議席大幅減少，甚至比1982年第一屆區議會選舉的比例還要少，而且提名門檻增高，政府等於在選舉前就可以控制候選人名單，令選舉形式化，只淪為走過場的假選舉。

## 外部連結
- 香港電台:香港政制發展（页面存档备份，存于）
- 香港政府:香港政制發展
- 政制發展綠皮書公眾諮詢網站
- 政制事務局專題資料
- 香港人權監察: 政制改革
- 中共中央統一戰線工作部新聞中心
- 政改方案增民主成分 新浪網 <東方日報> (失效連結)（页面存档备份，存于）
- 香港代議政制（1994年2月）
- 1988 代議政制今後的發展白皮書（1988年2月）（页面存档备份，存于）
- 民意滙集處報告書（1987年10月）（页面存档备份，存于）
- Green Paper: The 1987 Review of Developments in Representative Government (May 1987)
- 香港前途協議草案是否為香港人接受——為測試香港民意的安排/民意審核專員辦事處報告書、特派監察團報告書（1984年11月29日）
- White paper: the further development of representative government in Hong Kong (November 1984)
- The further development of representative government in Hong Kong (18 July 1984; Sir Edward Youde to LegCo) (只有英文)
- Green Paper: The further development of representative government in Hong Kong (July 1984)